# Neotinea lactea
Neotinea lactea is een Europese orchidee. Het is een minder algemene soort van het Middellands Zeegebied, gekenmerkt door een bleke tot lichtroze bloem met een drietandige helm.

## Naamgeving enetymologie
- Synoniemen: Orchis lactea Poir. (1798), O. acuminata Desfontaines, O. tenoreana Gussone, O. hanrii Jordan, O. lactea var. hanrii (Jordan) E.G. Camus, Bergon & A. Camus, O. corsica Viviana, Neotinea corsica (Viviani) W. Foelsche
- Frans: Orchis couleur de lait, Orchis lacté
- Duits: Milchweißes Knabenkraut

De botanische naam Neotinea is afkomstig van het Oudgriekse νέος, neos en van Vincenzo Tineo, een Italiaanse botanicus uit de negentiende eeuw. De soortaanduiding lactea is afkomstig van het Latijnse lacteus (melkachtig), naar de overheersende kleur van de bloem.

## Kenmerken

### Plant
Neotinea lactea is een robuuste, 10 tot 20 cm hoge overblijvende geofyt. De bloemstengel is rond en aan de top licht geribbeld en draagt een bladrozet met vier tot zes bladeren en enkele stengelomvattende bladeren hoger op de steel, en een tot 7 cm lange, ovale of cilindrische, zeer dichtbebloemde aar met talrijke kleine bloemen.

### Bladeren
De rozet bestaat uit ovale tot breed lancetvormige, blauwgroene bladeren, zelden gevlekt, de onderste breed openstaand, de bovenste stengelomvattend. De schutbladeren zijn membraneus, puntig, even lang als de vruchtbeginsels.

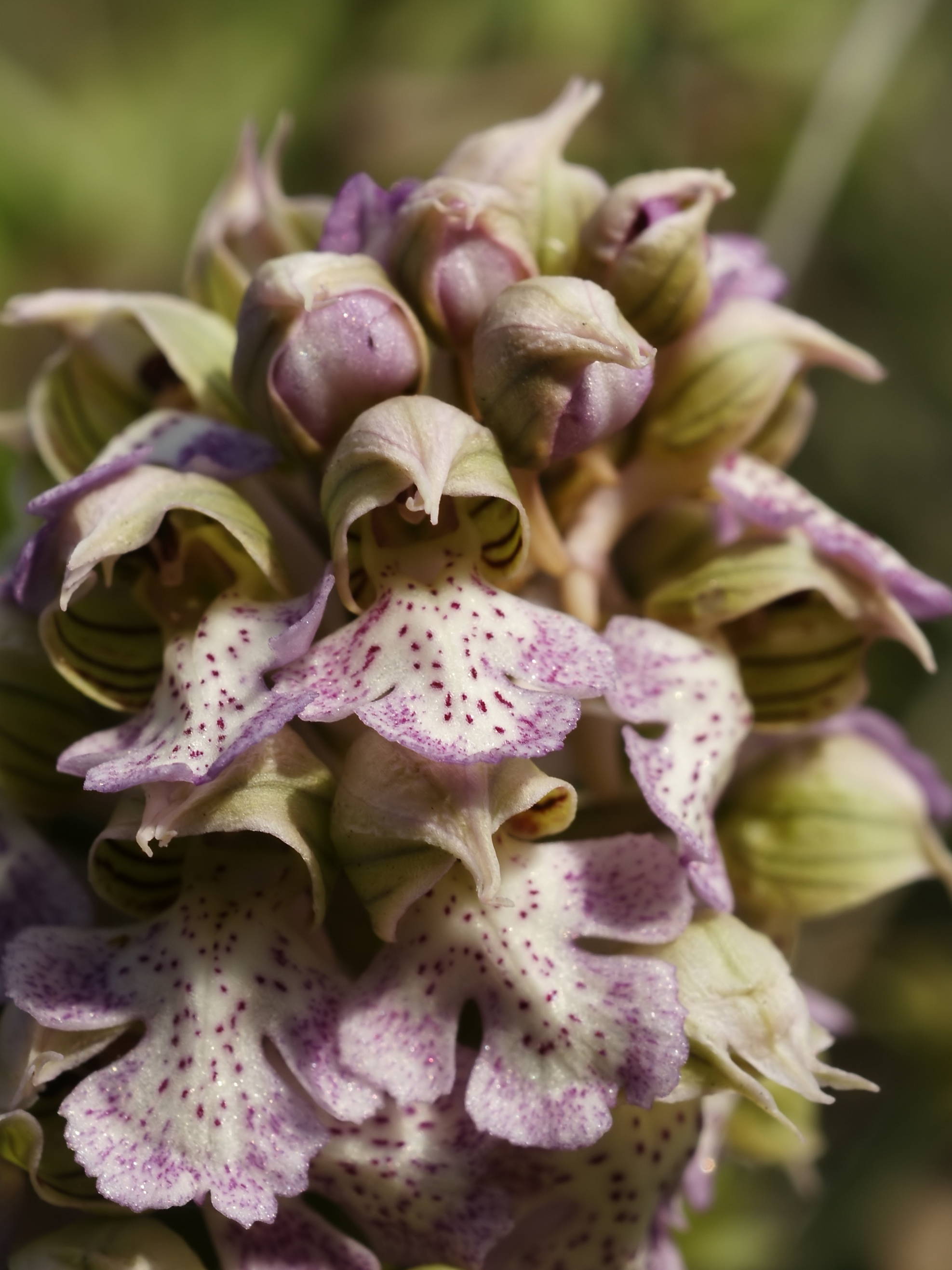
Neotinea lactea, detail bloem

### Bloemen
De bloemen zijn klein. De kelkbladen zijn aan de basis samengegroeid, ovaal tot lancetvormig, met een langgerekte spitse top, wit of lichtroze gekleurd, de nerven donkergroen. De kroonbladen zijn korter en smaller, met paarse nerven. Kelk- en kroonbladen vormen samen een eivormig helmpje, waarbij de drie punten elkaar in het midden raken en dan naar buiten buigen.
De lip is tot 11 mm lang, vlak, afhangend, drielobbig, de zijlobben gespreid en naar achter gebogen en met gewimperde top, de middenlob breder, ingesneden of licht tweelobbig. De lip is melkachtig wit, dicht bezet met donkerroze of purperen stippen of streepjes. Het spoor is cilindrisch, licht naar onder gebogen, bijna even lang als het vruchtbeginsel.
De bloeitijd is van maart-april tot midden mei.

## Habitat
Neotinea lactea prefereert droge tot vochtige, licht zure tot kalkrijke bodems, op zonnige of halfbeschaduwde plaatsen, zoals kalkgraslanden, verlaten olijfboomgaarden, open plaatsen in garrigues en open bossen. Van zeeniveau tot op hoogtes van 1800 m.

## Verspreiding en voorkomen
Neotinea lactea komt voor in het Middellandse Zeegebied, van Spanje tot Anatolië, en in Noord-Afrika. De grenzen van zijn verspreidingsgebied zijn onzeker, door verwarring met de verwante soorten Neotinea conica (in het westen) en Neotinea tridentata.
In Zuid-Frankrijk van de Pyreneeën tot aan Alpes-Maritimes en op Corsica, maar verspreid en niet algemeen.

## Verwante en gelijkende soorten
Neotinea lactea heeft enkele nauwe verwanten in het geslacht Neotinea, zoals N. tridentata en N. conica. N. lactea onderscheidt zich door de vorm van de helm en de kleur van de bloemlip.
Verder is verwarring mogelijk met soorten van het zustergeslacht Orchis, die over het algemeen echter minder en grotere bloemen dragen.

## Bedreiging en bescherming
Neotinea lactea is in Frankrijk beschermd op regionaal niveau in de regio Midi-Pyrénées.
N. conica · 
N. corsica · 
N. intacta · 
N. lactea · 
N. maculata (Nonnetjesorchis) · 
N. tridentata (Drietandorchis) · 
N. ustulata (Aangebrande orchis)